# Da Vu
Da Vu ali Taj Vu (kitajsko 太戊), z osebnim imenom Dzi Mi (子密), je bil kitajski kralj iz dinastije Šang. V Zapisih velikega zgodovinarja ga Sima Čjan navaja kot devetega kralja Šanga, ki je nasledil svojega brata Lu Džija (太庚). Za svoja visoka častnika je imenoval Jišeja (伊陟) in Čenhuja (臣扈). 
V 7. letu njegovega vladanja so v njegovi palači našli murvo in proso, ki sta rasla skupaj. V sedmih dneh sta zrasla v zelo visoka drevesa. Mladi kralj je bil precej prestrašen in se je za pojasnilo obrnil k Jišeju, ki mu je pojasnil, da je pojav posledica njegovega slabega vladanja. Kralj je začel marljivo delati, obe drevesi pa sta se kmalu potem, ko je postal dober vladar, posušili.
V 11. letu vladanja je ukazal Vu Šjanu,  naj moli v Šančuanu. V 26. letu vladavine je kraljica Zahodnega Ronga poslala v Šang odposlanca, kralj pa je pozneje k njej poslal Vangmenga. V 31. letu vladanja je imenoval Džongyana, vazala Feja, na položaj guvernerja Čedženga.  V 35. letu vladanja je napisal pesem z naslovom Janče (Tigrov voz ali Častiti voz). V 46. letu vladanja je bila obilna letina. V 58. letu vladanja je zgradil mesto Pugu. V 61. letu vladavine je devet vzhodnih barbarskih plemen Ji v Šang poslalo svoje odposlance. 
Vladal je 75 let in po smrti dobil ime Taj Vu. Nasledil ga je sin Džong Ding.
Zapisi na orakeljskih kosteh, izkopanih v Jinšuju, pišejo, da je bil sedmi kralj dinastije Šang, ki je nasledil svojega strica Šjao Džjaja, in bil posmrtno imenovan Da Vu. Nasledil ga je brat Lu Dži.